# Saptami
Saptami (sanskrit : सप्तमी) est le septième jour ( tithi ) de la quinzaine ( paksha) du calendrier lunaire hindou,.

## Célébrations et rituels
- Pour célébrer Ratha Saptami : Vishnu, sous sa forme de Surya, est généralement vénéré à cette occasion. Habituellement, la fête de Rathasapthami commence dans les familles par un bain de purification, au cours duquel il est de tradition de maintenir quelques feuilles de bilva sur sa tête, tout en psalmodiant un vers censé invoquer la bienveillance de la divinité dans tout ce que l'on entreprend le reste de l'année. Il est ensuite d'usage de faire une offrande puja de fleurs et de fruits appelée Naivedya.
- Au cours de Navaratri : Le Saptami de Navaratri, on fait une offrande (puja).
- Pour l'anniversaire de Jalaram Bapa, qui tombe le Saptami Shukla paksha de Kartika, on célèbre une fête intitulée Jalaram Jayanti.